# Arnhem Running Bears
De Arnhem Running Bears zijn een voormalig Americanfootballteam afkomstig uit Arnhem dat speelde in de tweede divisie van de American Football Bond Nederland. Het team hield op te bestaan. In 1989 werden de Arnhem Falcons opgericht door oud-spelers van de Running Bears.